# Olympische Sommerspiele 2012/Triathlon
Bei den Olympischen Sommerspielen 2012 in der britischen Hauptstadt London wurden am 4. und 7. August in und um den Hyde Park zwei Wettbewerbe im Triathlon ausgetragen, jeweils einer für Frauen und Männer.
Die olympische Distanz im Triathlon beinhaltet 1500 Meter Schwimmen, 40 Kilometer Radfahren und einen 10.000-Meter-Lauf. Damit sind die Wettbewerbe identisch im Vergleich zu Peking 2008.
Die Schwimmstrecke befand sich im Serpentine Lake, die Radstrecke umfasste sieben Runden von dort zum Buckingham Palace und zurück, die Laufstrecke umfasste vier Runden rund um den Serpentine Lake.

## Wettbewerbe und Zeitplan
| Wettbewerbe und Zeitplan Triathlon | Wettbewerbe und Zeitplan Triathlon | Wettbewerbe und Zeitplan Triathlon | Wettbewerbe und Zeitplan Triathlon | Wettbewerbe und Zeitplan Triathlon |
| Wettbewerbe                        | August                             | August                             | August                             | August                             |
| Frauen                             | 4.                                 | 5.                                 | 6.                                 | 7.                                 |
| ---------------------------------- | ---------------------------------- | ---------------------------------- | ---------------------------------- | ---------------------------------- |
| Einzel olympische Distanz          |                                    |                                    |                                    |                                    |
| Männer                             | 4.                                 | 5.                                 | 6.                                 | 7.                                 |
| Einzel olympische Distanz          |                                    |                                    |                                    |                                    |

Insgesamt 42 Kampfrichter aus 25 Nationen hatte die ITU für die Olympischen Spiele berufen, drei mehr als in Peking 2008. Der Schweizer Stefane Mauris war der einzige Vertreter aus dem deutschsprachigen Raum unter den International Technical Officials, Österreich und Deutschland stellten keine Kampfrichter.

## Bilanz

### Medaillenspiegel
| Platz  | Land           | Gold | Silber | Bronze | Gesamt |
| ------ | -------------- | ---- | ------ | ------ | ------ |
| 1      | Großbritannien | 1    | –      | 1      | 2      |
| 2      | Schweiz        | 1    | –      | –      | 1      |
| 3      | Schweden       | –    | 1      | –      | 1      |
| 4      | Spanien        | –    | 1      | –      | 1      |
| 5      | Australien     | –    | –      | 1      | 1      |
| Gesamt | Gesamt         | 2    | 2      | 2      | 6      |

### Medaillengewinner
| Disziplin | Gold              | Silber            | Bronze            |
| --------- | ----------------- | ----------------- | ----------------- |
| Männer    | Alistair Brownlee | Javier Gómez Noya | Jonathan Brownlee |
| Frauen    | Nicola Spirig     | Lisa Nordén       | Erin Densham      |

## Ergebnisse

### Frauen
| Platz | Land | Athletin      | Zeit (h) |
| ----- | ---- | ------------- | -------- |
| 1     | SUI  | Nicola Spirig | 1:59:48  |
| 2     | SWE  | Lisa Nordén   | 1:59:48  |
| 3     | AUS  | Erin Densham  | 1:59:50  |
| 4     | USA  | Sarah Groff   | 2:00:00  |
| 5     | GBR  | Helen Jenkins | 2:00:19  |
| 6     | NZL  | Andrea Hewitt | 2:00:36  |
| 7     | ESP  | Ainhoa Murúa  | 2:00:56  |
| 8     | AUS  | Emma Jackson  | 2:01:16  |

Datum: 4. August 2012, 9:00 Uhr, 55 Athletinnen
Die Entscheidung fiel nach dem Zielspurt im Fotofinish für die Schweizerin Nicola Spirig.
Weitere deutschsprachige Teilnehmerinnen:

Anne Haug  Deutschland (2:01:35 h / 11.)

Anja Dittmer  Deutschland (2:01:38 h / 12.)

Svenja Bazlen  Deutschland (2:04:11 h / 32.)

Daniela Ryf  Schweiz (2:06:37 h / 40.)

Lisa Perterer  Österreich (2:09:12 h / 48.)

### Männer
| Platz | Land | Athlet                | Zeit (h) |
| ----- | ---- | --------------------- | -------- |
| 1     | GBR  | Alistair Brownlee     | 1:46:25  |
| 2     | ESP  | Javier Gómez Noya     | 1:46:36  |
| 3     | GBR  | Jonathan Brownlee     | 1:46:56  |
| 4     | FRA  | David Hauss           | 1:47:14  |
| 5     | FRA  | Laurent Vidal         | 1:47:21  |
| 6     | GER  | Jan Frodeno           | 1:47:26  |
| 7     | RUS  | Alexander Brjuchankow | 1:47:35  |
| 8     | SUI  | Sven Riederer         | 1:47:46  |

Datum: 7. August 2012, 11:30 Uhr, 55 Athleten
Weitere deutschsprachige Teilnehmer:

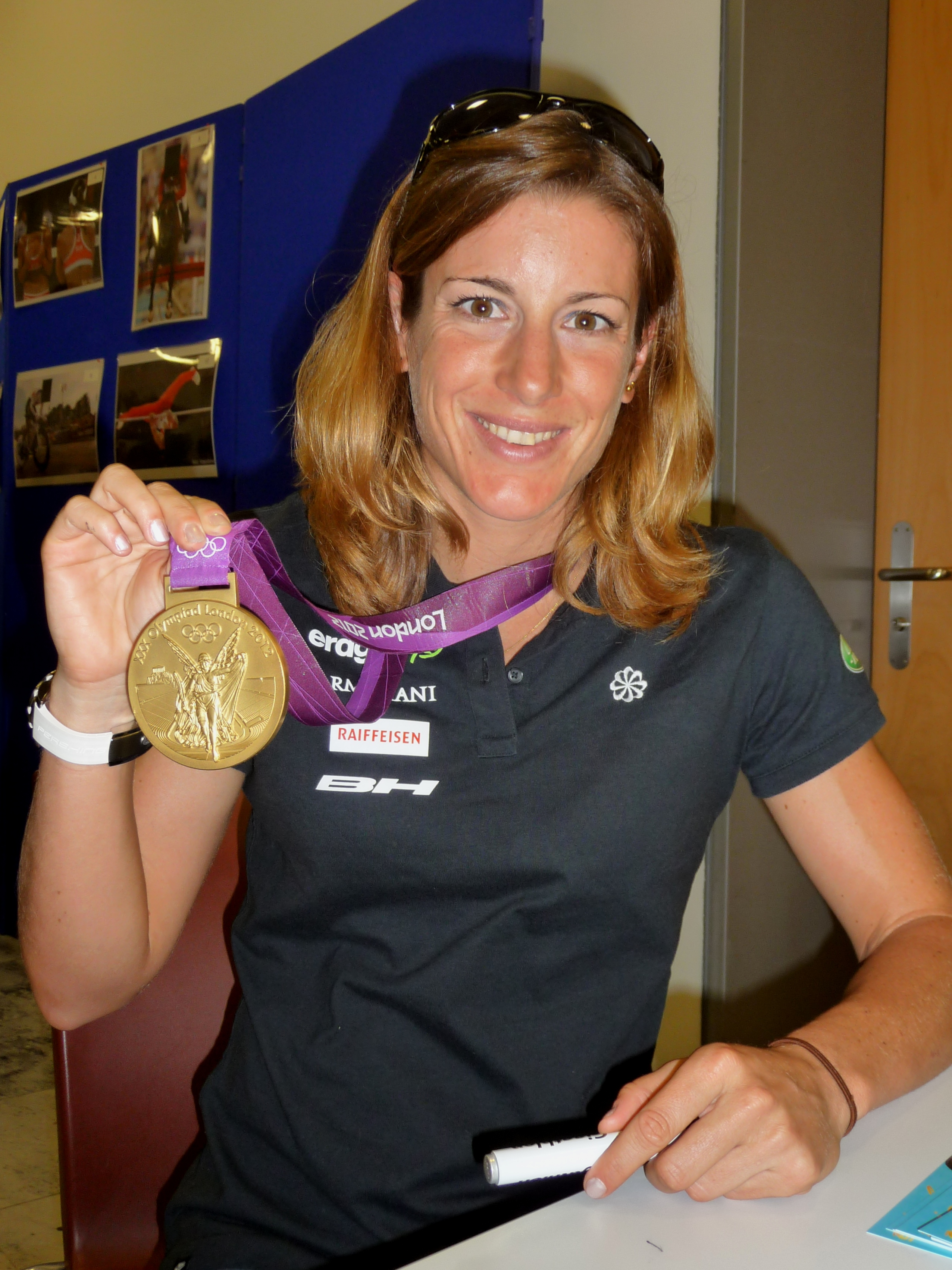
Nicola Spirig mit Goldmedaille

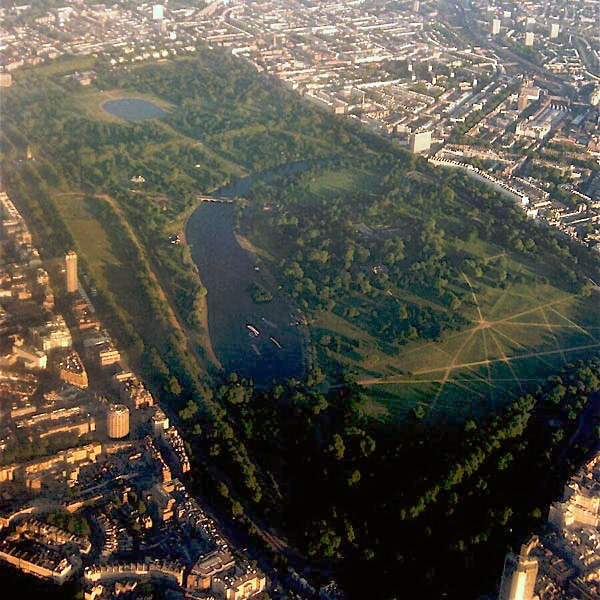
Hyde Park – Austragungsort der Wettbewerbe im Triathlon

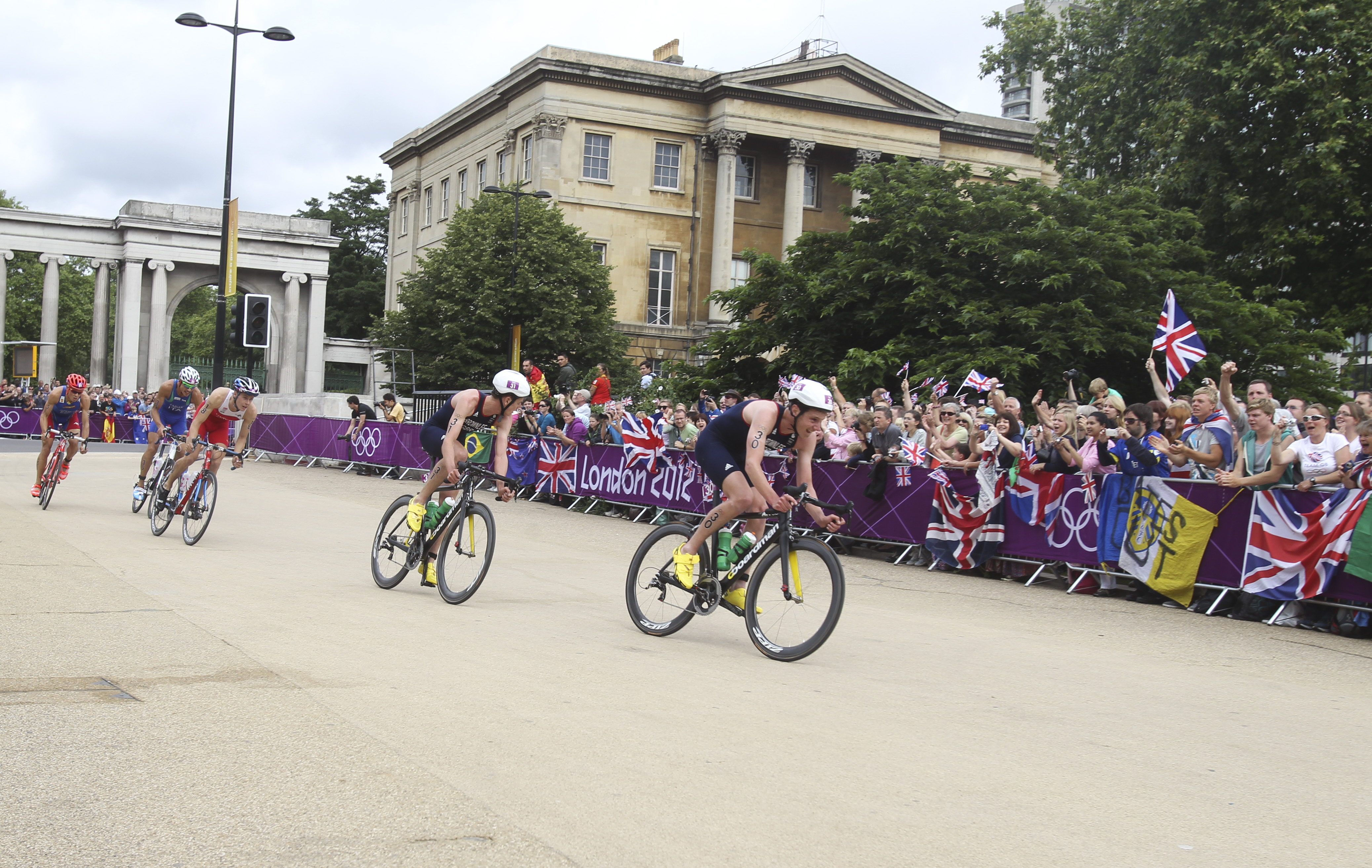
Triathleten auf der Radstrecke

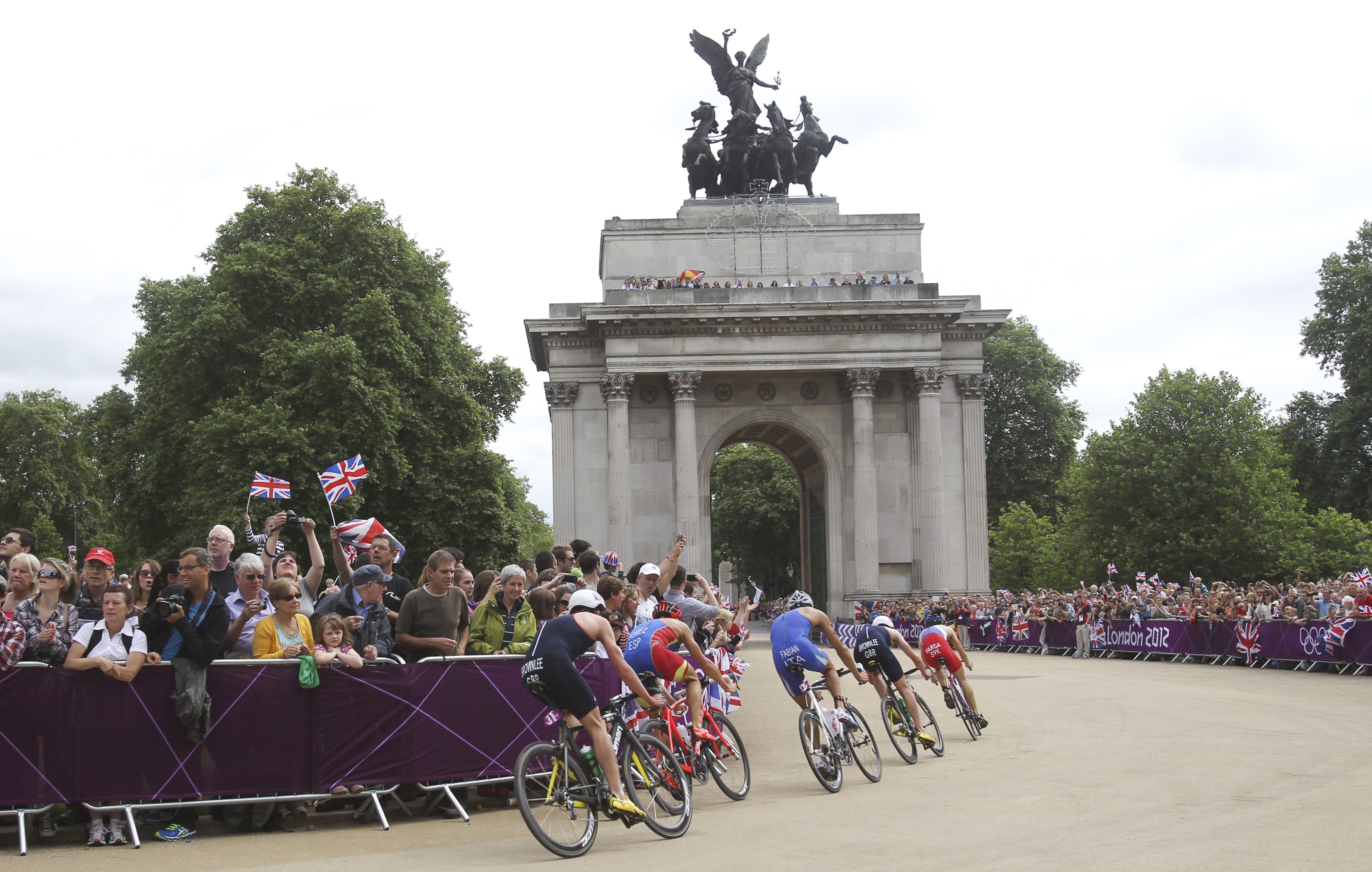
Triathleten passieren Wellington Arch

Steffen Justus  Deutschland (1:49:12 h / 16.)

Maik Petzold  Deutschland (1:50:23 h / 31.)

Ruedi Wild  Schweiz (1:51:10 h / 39.)

Andreas Giglmayr  Österreich (1:51:14 h / 40.)

## Qualifikation

### Qualifikationskriterien
110 Athleten nahmen an den Wettbewerben teil, jeweils 55 Frauen und Männer. Jeweils ein Quotenplatz war bei Frauen und Männern für das NOK des Gastgebers reserviert und jeweils bis zu zwei Quotenplätze pro Geschlecht konnte die International Triathlon Union (ITU) per Einladung vergeben. Die acht erfolgreichsten NOKs konnten jeweils drei Athleten einsetzen, alle weiteren maximal zwei. Die folgenden Qualifikationskriterien galten gleichermaßen für Frauen und Männer:
- Fünf Quotenplätze wurden an die Gewinner der kontinentalen Qualifikationswettkämpfe vergeben, drei weitere an die besten drei Athleten des internationalen Qualifikationswettkampfs am 6. und 7. August 2011 in London.

- 39 Athleten wurden über die ITU-Olympiaqualifikationsrangliste vergeben, in die die wichtigsten Wettkämpfe zwischen dem 1. Juni 2010 und dem 31. Mai 2012 einflossen.
- Ein Quotenplatz erhielt abschließend noch das in der Rangliste jeweils bestplatzierte NOK jedes Kontinents, das zuvor noch keinen Quotenplatz erreichen konnte.
- Erreichte ein Athlet, der bereits einen Quotenplatz gewonnen hatte, erneut eine Platzierung, die einen Quotenplatz garantierte, so erhielt diesen der nächstfolgende Athlet ohne Quotenplatz.[3]

Liste der Qualifikationswettkämpfe:
- internationaler Qualifikationswettkampf in  London, 6. bis 7. August 2011
- Asienmeisterschaft in  Yilan, 24. bis 25. September 2011
- Panamerikanische Spiele in  Guadalajara, 23. Oktober 2011
- Ozeanienmeisterschaft in  Devonport, 10. März 2012
- Afrikameisterschaft auf  Mauritius, 31. März 2012
- Europameisterschaft in  Eilat, 21. bis 22. April 2012
- ITU-Olympiaqualifikationsrangliste zum 31. Mai 2012

### Gewonnene Quotenplätze
| Gewonnene Quotenplätze nach NOKs | Gewonnene Quotenplätze nach NOKs | Gewonnene Quotenplätze nach NOKs | Gewonnene Quotenplätze nach NOKs |
| Wettbewerb                       | Frauen                           | Männer                           | Gesamt                           |
| -------------------------------- | -------------------------------- | -------------------------------- | -------------------------------- |
| Argentinien                      |                                  | 1                                | 1                                |
| Australien                       | 3                                | 3                                | 6                                |
| Belgien                          | 1                                | 1                                | 2                                |
| Bermuda                          | 1                                | 1                                | 2                                |
| Brasilien                        | 1                                | 2                                | 3                                |
| Chile                            | 1                                | 1                                | 2                                |
| China                            | 1                                | 1                                | 2                                |
| Costa Rica                       |                                  | 1                                | 1                                |
| Dänemark                         | 2                                | 2                                |                                  |
| Deutschland                      | 3                                | 3                                | 6                                |
| Ecuador                          | 1                                |                                  | 1                                |
| Frankreich                       | 3                                | 3                                | 6                                |
| Großbritannien                   | 3                                | 3                                | 6                                |
| Irland                           | 1                                | 1                                | 2                                |
| Italien                          | 1                                | 2                                | 3                                |
| Japan                            | 3                                | 2                                | 5                                |
| Kanada                           | 2                                | 3                                | 5                                |
| Kolumbien                        |                                  | 1                                | 1                                |
| Mauritius                        | 1                                |                                  | 1                                |
| Mexiko                           | 1                                | 1                                | 2                                |
| Monaco                           |                                  | 1                                | 1                                |
| Neuseeland                       | 3                                | 3                                | 6                                |
| Niederlande                      | 2                                |                                  | 2                                |
| Österreich                       | 1                                | 1                                | 2                                |
| Polen                            | 2                                | 1                                | 3                                |
| Portugal                         |                                  | 2                                | 2                                |
| Russland                         | 2                                | 3                                | 5                                |
| Schweden                         | 1                                |                                  | 1                                |
| Schweiz                          | 2                                | 2                                | 4                                |
| Simbabwe                         |                                  | 1                                | 1                                |
| Slowakei                         |                                  | 1                                | 1                                |
| Slowenien                        | 1                                |                                  | 1                                |
| Spanien                          | 3                                | 3                                | 6                                |
| Südafrika                        | 2                                | 1                                | 3                                |
| Südkorea                         |                                  | 1                                | 1                                |
| Tschechien                       | 2                                | 2                                | 4                                |
| Ukraine                          | 1                                | 1                                | 2                                |
| Ungarn                           | 1                                |                                  | 1                                |
| USA                              | 3                                | 2                                | 5                                |
| Quotenplätze Gesamt              | 55                               | 55                               | 110                              |

Über die kontinentalen Meisterschaften gewannen für Ozeanien jeweils Australien, für Asien jeweils Japan, für Afrika jeweils Südafrika, für Europa bei den Frauen die Schweiz und bei den Männern Spanien sowie für Amerika bei den Frauen die USA und bei den Männern Brasilien einen Quotenplatz.
Beim Weltcup in London errangen bei den Frauen die USA, Großbritannien und Deutschland und bei den Männern Russland und zweimal Großbritannien einen Startplatz für das olympische Rennen.
Per Einladung erhielt bei den Männern Monaco einen Startplatz. Alle weiteren Startplätze wurden über die Rangliste vergeben. Insgesamt qualifizierten sich Athleten aus 41 unterschiedlichen Ländern.